# Вайльбах (Бавария)
Вайльбах (нем. Weilbach) — ярмарочная община в Германии, в земле Бавария.
Подчиняется административному округу Нижняя Франкония. Входит в состав района Мильтенберг. Население составляет 2296 человек (на 31 декабря 2010 года). Занимает площадь 27,28 км².
Ярмарочная община подразделяется на 7 сельских округов.

## Население
По оценке на 31 декабря 2015 года население общины Вайльбах составляет 2200 чел. 

| Дата      | 1840 | 1871 | 1900 | 1925 | 1939 | 1950 | 1961 | 1970 | 1987 | 2011 |
| --------- | ---- | ---- | ---- | ---- | ---- | ---- | ---- | ---- | ---- | ---- |
| Население | 1596 | 1466 | 1408 | 1453 | 1345 | 2094 | 1942 | 1987 | 2057 | 2312 |

| Год       | 1960 | 1970 | 1980 | 1990 | 2000 | 2009 | 2010 | 2011 | 2012 | 2013 | 2014 | 2015 |
| --------- | ---- | ---- | ---- | ---- | ---- | ---- | ---- | ---- | ---- | ---- | ---- | ---- |
| Население | 1918 | 1991 | 2114 | 2218 | 2341 | 2262 | 2296 | 2290 | 2249 | 2239 | 2196 | 2200 |

## Известные уроженцы
- Бройниг, Лоренц (1882—1945) — профсоюзный деятель, антифашист.